# Lin Hung-min
Lin Hung-min (* 7. September 1990) ist ein taiwanischer Weitspringer der zeitweise auch im Sprint an den Start geht.

## Sportliche Laufbahn
Erste internationale Erfahrungen sammelte Lin Hung-min bei den Asienmeisterschaften 2013 in Pune, bei denen er keinen gültigen Versuch zustande brachte. Anschließend wurde er bei den Ostasienspielen in Tianjin mit 7,02 m Siebter, wie auch bei den Hallenasienmeisterschaften in Hangzhou im Jahr darauf mit 7,29 m. Im September nahm er erstmals an den Asienspielen in Incheon teil und wurde dort mit 7,06 m 16. 2015 erreichte er bei den Asienmeisterschaften in Wuhan mit 7,28 m Rang elf und belegte bei der Sommer-Universiade in Gwangju mit 7,72 m den achten Platz. Zwei Jahre später schied er bei den Leichtathletik-Asienmeisterschaften 2017 in Bhubaneswar mit 7,11 m in der Qualifikation aus und ihm gelang bei den Studentenweltspielen in Taipeh kein gültiger Versuch.
2018 gewann er bei den Hallenasienmeisterschaften in Teheran mit einer Weite von 7,72 m die Silbermedaille hinter dem Chinesen Shi Yuhao. Im August nahm er erneut an den Asienspielen in Jakarta teil und wurde dort mit 7,53 m Elfter. Im Jahr darauf belegte er bei den Asienmeisterschaften in Doha mit 7,66 m den sechsten Platz und gewann mit der taiwanischen 4-mal-100-Meter-Staffel in 39,18 s die Silbermedaille hinter der Mannschaft aus Thailand.

## Persönliche Bestleistungen
- Weitsprung: 8,10 m (+0,4 m/s), 10. Juni 2017 in Hiratsuka
  - Weitsprung (Halle): 7,78 m, 3. März 2019 in Xi’an